# ダブルグッチー
ダブルグッチーは日本のお笑いコンビ。
グレープカンパニー所属。ともに北海道函館市出身。

## メンバー
水口勝心(みずぐち かつみ、2001年8月23日 - )
- ツッコミ担当。立ち位置は向かって左。
- 身長185cm。A型。
- 神奈川大学卒業[1]。
- 嵐ファン。趣味は釣り[1]。
- 先輩の東京ホテイソンと交友が深く、YouTubeオフィシャルチャンネルの準レギュラー。ショーゴ（東京ホテイソン）の個人YouTubeチャンネル「東京ホテイソン ショーゴのもう一人じゃない」ではカメラマンを担当している。たける（東京ホテイソン）と風貌が似ている。
- 実家は自動車関連の会社を営んでおり裕福。親がキャンピングカーを持っている[2]。

木戸口育未(きどぐち いくみ、2001年9月29日 - )
- ボケ担当。立ち位置は向かって右。
- 身長167cm。A型。
- 明治学院大学社会学部社会学科卒業[1]。
- 八木莉可子は大学の同級生で、永瀬廉は同じゼミの先輩。
- 趣味は格闘技[1]。

## 来歴
小学校1年生のときクラスメイトとして出会う。小学5年生のときに担任に学級レクで漫才をするよう命じられ、そのとき担任に名付けられた「ダブルグッチー」をそのままコンビ名にした。木戸口は親の影響からお笑い好きで小学2年生のときからたびたび相方を変えて漫才をしていたが、水口との漫才が最もしっくりきたという。
同じ北海道函館稜北高等学校に進学し、高校1年生のときにFMいるかの市民パーソナリティのオーディションに合格。2017年10月から冠ラジオ番組「なまらハイスクール」を担当。FMいるかのパーソナリティ兼ディレクターである安川智巨(函館稜北高校10期生）にトークを鍛えられる。2年生のときに番組内でハイスクールマンザイへの挑戦を宣言したことで本格的に漫才を始めた。北海道・東北ブロック代表として決勝に進出し、準優勝を果たす。翌2019年も決勝に進出。お祭りなども含め2年間で約40のステージを経験した。函館時代は街ぐるみで活動を応援される存在で、高校卒業の際にはNCVやFMいるかでテレビ・ラジオの特別番組が組まれた。
2020年にともに関東の大学に進学するが、コロナ禍の影響によりすぐに上京できず、2021年に本格的に活動を開始。高校生芸人として『熱烈!!ホットサンド』に出演した際に共演したサンドウィッチマンに憧れたことからグレープカンパニーのオーディションを受け、2021年11月に事務所入り。プロの芸人活動を続けながら、4年で大学を卒業した。
2024年にUNDER 25 OWARAI CHAMIPIONSHIPにて決勝進出。マセキ芸能社所属のピン芸人・清水駿平（同年の準優勝者）に大敗を喫し、決勝戦MCをしていたかが屋の賀屋から「圧敗！」とのイジりをうけた。
サンドウィッチマンライブツアー2024では、憧れであり事務所の大先輩であるサンドウィッチマンの前説を担当した。

## 芸風
主に漫才だが、2024年には初めてキングオブコントに挑戦し準々決勝まで進出した。地元函館を大事にしており、たびたび帰函ライブを行っている。

## エピソード
- 本人たちが呼ばれて嬉しい名前などは今のところ公表していないが、周囲の芸人やファンからは「ダブチ」や「ダブグチ」などという略称で呼ばれている。
- 似た名前でコンビを組んだ為、数年一緒にライブをしている芸人仲間や先輩から、どちらが水口で、どちらが木戸口なのか未だに覚えられないという苦情がちょくちょくある。また実際に言い間違えられている。水口っぽい方が木戸口だという指摘もある。

## 出演

### テレビ
- 熱烈!ホットサンド!（札幌テレビ）
- 週刊ダウ通信（テレビ朝日、2024年3月5日）
- 目指せ!!アウトレット芸人（千葉テレビ、2024年8月20日）
- 爆笑ヒットパレード2025（フジテレビ、2025年1月1日）

### ラジオ
- なまらハイスクール（FMいるか、2017年 - 2020年）
- 道南ハイスクール（NHK-FM、2020年2月16日）[10]
- マイナビ Laughter Night（TBSラジオ、2023年6月9日、2024年1月26日）
- なまら同窓会（FMいるか、2024年1月11日 - / ミュージックバード、2025年4月1日 - ）

### 舞台
- 死神べいびーず（2024年7月、ジョブキタ北八劇場）[11]

### ドラマ
- ABEMA SPECIALチャンネル『透明なわたしたち』

福原遥主演ドラマ。ダブルグッチー役にて出演。
1. #2:犯人は同級生（2024年9月23日放送）
2. #4:犯人にしたのはお前らだ（2024年10月7日放送）